# Gullviksborg
Gullviksborg är ett bostadsområde i stadsdelen Fosie, Malmö. 
Gullviksborg ligger mellan Eriksfältsgatan och Kontinentalbanan, norr om Inre ringvägen. Området har två infarter, Gymnasistgatan och Censorsgatan.
Större delen av Gullviksborg är MKB-fastigheter. I söder finns Riksbyggens hyreshus från 1965 och i norr finns villor av varierande ålder.
Mitt i området finns en amfiteater som kallas Gubbabacken. 
Gullviksborgs vårdcentral ligger i den södra delen där det även finns en damfrisering och ett bageri/konditori. Norr därom finns Gullviksborgs Idrottsplats.
I området ligger Blomviks, Maryhills, Gullviksborgs, Gubbabackens och Gullivers förskolor.